# Children of the Universe
Children of the Universe – singel brytyjskiej piosenkarki Molly Smitten-Downes napisany przez samą artystkę we współpracy z Andersem Hanssonem oraz wydany w kwietniu 2014 roku.
Utwór reprezentował Wielką Brytanię podczas 59. Konkursu Piosenki Eurowizji w 2014 roku. Przed występem w Konkursie Piosenki Eurowizji numer był jednym z głównych faworytów fanów do zwycięstwa, zajął m.in. piąte miejsce w corocznym głosowaniu członków Stowarzyszenia Miłośników Konkursu Piosenki Eurowizji. 10 maja Smitten-Downes zaprezentowała go w finale widowiska jako ostatnia, 27. w kolejności i ostatecznie zajęła z nim 17. miejsce z 40 punktami na koncie.

## Lista utworów
CD Maxi-Single
1. „Children of the Universe” – 3:02

CD single (Remixes)
1. „Children of the Universe” (Radio Version) – 3:04
2. „Children of the Universe” (Scott Mills Radio Mix) – 3:28
3. „Children of the Universe” (Scott Mills Club Mix) – 6:08
4. „Children of the Universe” (Secaina Hudson Remix) – 3:12

## Notowania na listach przebojów
| Kraj              | Lista (2014)    | Najwyższe miejsce |
| ----------------- | --------------- | ----------------- |
| Szkocja           | Singles Top 100 | 15                |
| Wielka Brytania   | Singles Top 100 | 23                |
| Irlandia          | Singles Top 100 | 36                |
| Dania             | Singles Top 40  | 37                |
| Austria           | Singles Top 75  | 63                |
| Szwajcaria        | Singles Top 75  | 63                |
| Belgia (Flandria) | Singles Top 50  | 89                |